# بانارة لاراوية
بانارة لاراوية (الاسم العلمي:Banara larensis) هي نوع من النباتات يتبع جنس البانارة من الفصيلة الصفصافية. سمي هذا النوع نسبةً إلى ولاية لارا في فنزويلا.